# Copa Cidade de Turim de 1966
A Copa Cidade de Turim de 1966, foi a segunda edição de uma competição amistosa organizada pela Juventus de Turim, como forma de encerrar a temporada de 1966. A competição foi realizada entre os dias 29 de maio e 1 de junho e foi vencida pela equipe do Corinthians.    

## Participantes
- SC Corinthians Paulista
- RCD Espanyol
- FC Internazionale
- Juventus FC

## Sedes
| Estádio                         | Localização   | Capacidade |
| Estádio Olímpico Vittorio Pozzo | Turim, Itália | 28.140     |
| Estádio Giuseppe Meazza         | Milão, Itália | 85.000     |

## Semi-Final
| 29 de maio de 1966 | Internazionale | 1 – 3 | Corinthians          | Estádio Giuseppe Meazza Público: Árbitro: Francesco Padua |
|                    | Gori 25'       |       | Nair 8' · Ney 35 51' |                                                           |

Internazionale: Miniussi, Sirena, Faccho, Malatrasi, Bella Giovana, Deho, Renna, Cori, Capellini, Cordova, Pagani. Técnico: Helenio Herrera
Corinthians: Marcial, Jair Marinho, Ditão, Clóvis, Maciel, Nair, Rivellino, Marcos, Ney, Tales e Luís Américo. Técnico: Oswaldo Brandão.  
| 29 de maio de 1966 | Juventus | 0 – 1 | Espanyol | Estádio Olímpico de Turim Público: Árbitro: |
|                    |          |       |          |                                             |

## Decisão 3º lugar
| 01 de junho de 1966 | Juventus | 3 – 1 | Internazionale | Estádio Olímpico de Turim Público: Árbitro: |
|                     |          |       |                |                                             |

## Final
| 01 de junho de 1966 | Corinthians   | 1 – 1 | Espanyol       | Estádio Olímpico de Turim Árbitro: Alessandro D'Agostini |
|                     | Rivellino 26' |       | Jose María 38' |                                                          |

|      |       | Penalidades      |  |
| Nair | 4 – 3 | Ré Ré José María |  |

Corinthians: Marcial, Galhardo, Ditão, Clóvis, Maciel, Nair, Rivellino, Marcos, Ney, Tales e Luís Américo. Técnico: Oswaldo Brandão.
Espanyol: Carmelo, Granera, Iberra, Mngorance, Riera, Ramoni, Marcial, Amas, Ré, Di Stefano, Zé Maria.